# Ambatofinandrahana (distrikt)
Ambatofinandrahana District är ett distrikt i Madagaskar.   Det ligger i regionen Amoron'i Maniaregionen, i den centrala delen av landet, 190 km söder om huvudstaden Antananarivo.
Följande samhällen finns i Ambatofinandrahana District:
- Ambatofinandrahana